# La Baldeza
La Baldeza är en ort i Mexiko.   Den ligger i kommunen Zacualpan och delstaten Veracruz, i den sydöstra delen av landet, 140 km nordost om huvudstaden Mexico City. La Baldeza ligger 1 379 meter över havet och antalet invånare är 116.
Terrängen runt La Baldeza är kuperad västerut, men österut är den bergig. La Baldeza ligger nere i en dal. Runt La Baldeza är det ganska tätbefolkat, med 56 invånare per kvadratkilometer. Närmaste större samhälle är San Bartolo Tutotepec, 15,1 km öster om La Baldeza. I omgivningarna runt La Baldeza växer i huvudsak blandskog.